# Archidiecezja Lille
Archidiecezja Lille – archidiecezja Kościoła rzymskokatolickiego w północnej Francji, w metropolii Lille. Powstała w 1913 jako diecezja Lille. W 2008 została podniesiona do rangi archidiecezji. Znajduje się na terenie departamentu Nord.